# Чаган-Узунское сельское поселение
Чаган-Узунское се́льское поселе́ние — муниципальное образование в Кош-Агачском муниципальном районе Республики Алтай Российской Федерации.
Административный центр — село Чаган-Узун.

## История
Статус и границы сельского поселения установлены Законом Республики Алтай от 13 января 2005 года № 10-РЗ «Об образовании муниципальных образований, наделении соответствующим статусом и установлении их границ».

## Население
| 2010 | 2011 | 2012 | 2013 | 2014 | 2015 | 2016 | 2017 | 2018 |
| ---- | ---- | ---- | ---- | ---- | ---- | ---- | ---- | ---- |
| 449  | ↗451 | ↘442 | ↘427 | ↗444 | ↗445 | ↘439 | ↗440 | ↘411 |
| 2019 | 2020 | 2021 |      |      |      |      |      |      |
| ↘400 | ↗407 | ↘403 |      |      |      |      |      |      |

## Состав сельского поселения
| № | Населённый пункт | Тип населённого пункта       | Население |
| - | ---------------- | ---------------------------- | --------- |
| 1 | Чаган-Узун       | село, административный центр | ↘403      |